# Khayla Pointer
Khayla Nicole Pointer (Marietta, 25 novembre 1998) è una cestista statunitense, professionista nella WNBA e in Europa.

## Carriera
È stata selezionata dalle Minnesota Lynx al secondo giro del Draft WNBA 2022 (13ª scelta assoluta).